# Bourke Place
El Bourke Place es un rascacielos de 254 metros situado en el 600 Bourke Street, en el distrito financiero de Melbourne. Es el cuarto edificio más alto de la ciudad y el quinto de Australia. Diseñado por Godfrey & Spowers, se trata de una construcción de estilo moderno. Actualmente es la sede de varias firmas de abogados, incluyendo la de Mallesons Stephen Jaques. Alberga también un centro comercial, restaurantes y campos de tenis.